# Bella Block: Unter den Linden
Unter den Linden ist ein Kriminalfilm des Regisseurs Martin Enlen aus dem Jahr 2012 innerhalb der Krimireihe Bella Block. In der Hauptrolle verkörpert Hannelore Hoger die Hamburger Hauptkommissarin Bella Block, die abseits ihres Alltages plant, in Berlin ein Kulturwochenende zu erleben.

## Handlung
Die pensionierte Hamburger Hauptkommissarin Bella Block plant, in Berlin ein Kulturwochenende zu verbringen, um für einen Moment ihrem beruflichen Alltag zu entfliehen. Kaum angekommen, wird sie aus der Ferne Zeuge, wie ein Mann vor einen Betonmischer gestoßen wird. Sie bekommt sogar die Gelegenheit, mit dem vermeintlichen Täter ein kurzes Gespräch zu führen. Des Weiteren bekommt sie mit, dass eine alte Frau freiwillig in den Tod gesprungen war. Es sieht also alles danach aus, als ob Bella Block auch in Berlin ihrer investigativen Berufung nachkommen wird; das geplante Kulturwochenende scheint gestorben zu sein.
Im weiteren Verlauf bemerkt sie, dass ihr Portemonnaie mit ihrem Ausweis, ihren Kreditkarten und ihrem Bargeld gestohlen wurde. Da ihre Freundin nicht zu erreichen ist, bleibt der Kommissarin a. D. nur, sich in einer Berliner Obdachlosenunterkunft anzumelden, um dort eine Schlafgelegenheit für die bevorstehende Nacht zu finden.
Am folgenden Tag ist sie auf eigene Faust detektivisch unterwegs, ausgerüstet mit einem von der zuständigen Behörde erstellten Notausweis und mit einer geringen Menge Bargeld. Bei der örtlichen Polizei tätigt sie ihre Aussagen über das von ihr Gesehene und Erlebte. Dabei trifft sie einen Kollegen aus vergangenen Tagen, Kommissar Müller.
Im weiteren Verlauf der Handlung lernt Bella Block Berlin von einer ganz anderen Seite kennen: Von der Seite der Unterschicht, dem Obdachlosenmilieu. Sie begegnet dort Menschen, die, alt und verarmt, versuchen, ihren Lebensunterhalt zu bestreiten. In dieser, von der strahlenden Hauptstadt weitgehend ausgeblendeten, Sozialgemeinschaft begegnet sie auch einem Charmeur der alten Schule, der in Berlin Inhaber eines österreichischen Restaurants ist. Sie erkennt wenigstens in ihm einen Anflug von ansonsten scheinbar vergangener Kultur.

## Produktionsnotizen
Norbert Sauer produzierte für die UFA im Auftrag des ZDF. Die Dreharbeiten begannen am 15. August 2011 und endeten am 16. September desselben Jahres. Gedreht wurde in Berlin.
Das ZDF erstellte im Jahr 2014 eine Hörfilmfassung der Folge, Sprecherin ist Uta Maria Torp.

## Veröffentlichung
Unter den Linden wurde auf dem Ludwigshafener Festival des deutschen Films am 18. Juni 2012 erstmals gezeigt. Die Erstausstrahlung im deutschen Fernsehen war am 24. Oktober 2012 auf ZDFneo. Die Ausstrahlung im ZDF-Hauptprogramm drei Tage später erreichte 5,2 Mio. Zuschauer und einen Marktanteil von 16,7 %.

## Kritiken
Rainer Tittelbach resümiert, dass es sich in dem Film hauptsächlich um die Armut im Alter drehe, was erst im Laufe der Handlung allmählich in den Vordergrund trete. „Alltagsnah führt einen die Heldin durch den langsam und einfühlsam erzählten Film von Martin Enlen.“
Das Lexikon des internationalen Films merkt anerkennend an, dass es sich bei Unter den Linden um einen „[s]pannend-engagierter[n] (Fernsehserien-)Krimi zu den Themen Altersarmut und Einsamkeit“ handle.

## Sonstiges
Unter den Linden ist der 32. Krimi aus der Bella Block Reihe und der fünfte, zu dem Katrin Bühlig das Drehbuch schrieb.
In der Berliner U-Bahn singt ein Straßenmusiker das Lied „100 Mal Berlin“, das Arndt Bause für Helga Hahnemann schrieb.